# Clupeonella grimmi
Clupeonella grimmi és una espècie de peix pertanyent a la família dels clupeids.

## Descripció
- Pot arribar a fer 14,5 cm de llargària màxima (normalment, en fa 11).
- 13-21 radis tous a l'aleta dorsal i 12-23 a l'anal.
- Cos moderadament esvelt.
- Cap llarg i estret.
- Els extrems de l'aleta pectoral són arrodonits.[3][4]

## Reproducció
Té lloc entre el gener i el setembre de manera intermitent a alta mar.

## Alimentació
Menja principalment copèpodes, però també peixets i Mysida.

## Hàbitat
És un peix d'aigua salabrosa, pelàgic, oceanòdrom i de clima temperat (43°N-35°N, 47°E-54°E) que viu fins als 32 m de fondària.

## Distribució geogràfica
Es troba al centre i el sud de la mar Càspia.

## Observacions
És inofensiu per als humans.